# Tapton
Tapton – wieś w Anglii, w hrabstwie Derbyshire, w dystrykcie Chesterfield. Leży 37 km na północ od miasta Derby i 212 km na północny zachód od Londynu.